# Все люди лгут
«Все люди лгут» (англ. Liars All) — американский психологический триллер, снятый режиссёром Брайаном Брайтли по собственному сценарию. Главные роли сыграли Мэтт Лантер, Сара Пэкстон, Джиллиан Зинцер и Торранс Кумбс.

## Сюжет
Накануне Нового года группа друзей собирается в лондонской квартире. Неожиданно начавшаяся провокационная игра «Правда или вызов» приводит к трагедии. Теперь перед полицией стоит сложная задача — выяснить, кто из гостей вечеринки лжёт, кто убийца и каков его мотив.

## В ролях
- Мэтт Лантер — Майк
- Сара Пэкстон — Кэти
- Джиллиан Зинцер — Мисси
- Торранс Кумбс — Деннис
- Ренди Вэйн — Джек
- Дарин Брукс — Бракс
- Элис Эванс — Сандра
- Тиффани Малгерон — Энджи
- Стефани МакИнтош — Кейси Касс
- Генри Джерефорд — Констебль Питер Франкс
- Теган Саммер — Брайтли

## Производство
Съёмки картины начались 18 апреля 2011 года в Лос-Анджелесе. Мэтт Лантер и Джиллиан Зинцер ранее снимались в сериале «90210: Новое поколение» — по сюжету героиня Зинцер была влюблена в Майка в исполнении Лантера. Рабочее название картины — «Правда или вызов» (англ. Truth Or Dare).

## Релиз

### Премьера
Премьера в Японии состоялась 6 марта 2013 года, а в США — 6 августа. Премьера в России состоялась на канале «Киноклуб» спутниковой сети НТВ-Плюс.

### Критика
В обзоре «Influx Magazine» говорится, что «фильм перегружен ненужными деталями», но в целом «получился довольно удачным для независимого кино», хотя и «не самым оригинальным». Обозреватель «The Hollywood Reporter» отметил, что «из-за невнятной структуры фильма трудно прочувствовать эмоции главных героев», и в конце «больше переживаешь за женщину-следователя». В обзоре ресурса «The Edge» автор пишет, что для фильма, претендующего на звание «сексуального и провокационного» он получился абсолютно лишённым «полноценных эротических сцен» — кроме того, в картине «нет ни одной достойно актёрской работы».